# Соблазнённая и покинутая
«Соблазнённая и покинутая» — трагикомедия итальянского кинорежиссёра Пьетро Джерми. Является второй частью трилогии, в которую входят также фильмы «Развод по-итальянски» и «Дамы и господа».

## Сюжет
Действие фильма разворачивается в итальянской деревушке, где все знают друг друга и единственным развлечением жителей является происходящее в доме у соседей, а вся жизнь протекает строго по религиозным обычаям. 
В многодетной благопристойной семье дона Винченцо Аскалоне происходит неблагопристойное событие: его дочь, шестнадцатилетнюю Аньезе, соблазняет сосед Пеппино Калифано, жених её старшей сестры Матильды. Она беременеет, это вносит сложности в обыденную жизнь. 
Дон Винченцо обеспокоен не столько любовью к своим детям, сколько благопристойностью в глазах соседей, которые точно знают: что дозволено мужчине, то является позором для женщины. Винченцо избивает дочь, ставшую причиной соседских слухов и насмешек и, пытаясь выбраться из этого позорного положения, решает женить Пеппино на Аньезе, но тот уже помолвлен с его старшей дочерью…
Отец организует охоту на обидчика, но не для мести, а чтобы привести соблазнителя под венец и восстановить поруганную честь семьи. Старшей же сестре срочно подыскивают замену — разорившегося беззубого барона.
В результате смешных и трагических ситуаций в дело вмешивается правосудие… Аньезе и Пеппино не хотят жениться, но вынуждены под давлением общественности, тех самых соседей и родственников, которые оскорбляли их. Вся деревня радостно празднует их свадьбу.

## В ролях
- Стефания Сандрелли — Аньезе Аскалоне
- Саро Урци ─ Винченцо Аскалоне, отец Аньезе
- Альдо Пульизи ─ Пеппино Калифано

## Награды
- Саро Урци — награда за лучшую мужскую роль на МКФ в Канне.